# Torneo olímpico juvenil de fútbol femenino Singapur 2010
El torneo de fútbol femenino fue una disciplina deportiva en los I Juegos Olímpicos de la Juventud Singapur 2010, y se llevó a cabo entre el 13 y 24 de agosto. En el evento deportivo participaron seis equipos.

## Sede
El estadio Jalan Besar (Singapur) será la sede del torneo femenino de fútbol. El estadio fue inaugurado en 1932 y actualmente tiene una capacidad para 6000 espectadores. Desde el 2008 cuenta con superficie artificial.

## Equipos participantes
En el evento deportivo participaron seis equipos sub-15, un representante por cada confederación de fútbol y Papúa Nueva Guinea que reemplazará a Singapur, el anfitrión.
| Grupo A            | Grupo B           |
| ------------------ | ----------------- |
| Irán               | Chile             |
| Papúa Nueva Guinea | Guinea Ecuatorial |
| Turquía            | Trinidad y Tobago |

## Primera fase

### Grupo A
| Pos | Equipo             | PJ | PG | PE | PP | GF | GC | DG | PTS |
| --- | ------------------ | -- | -- | -- | -- | -- | -- | -- | --- |
| 1   | Turquía            | 2  | 2  | 0  | 0  | 8  | 2  | +6 | 6   |
| 2   | Irán               | 2  | 1  | 0  | 1  | 3  | 4  | –1 | 3   |
| 3   | Papúa Nueva Guinea | 2  | 0  | 0  | 2  | 0  | 5  | –5 | 0   |

| 12 de agosto de 2010 | Turquía                                                 | 4:2 (1:2) | Irán                          | Estadio Jalan Besar, Singapur                                |                                                              |
|                      | Karatas 6' · Adeli 67' (a.g.) · Serin 70' · Aydin 80+2' | Reporte   | 13' (a.g.) Duran · 16' Aflaki | Asistencia: 2493 espectadores Árbitra: Michelle Pye (Canadá) | Asistencia: 2493 espectadores Árbitra: Michelle Pye (Canadá) |

| 15 de agosto de 2010 | Irán          | 1:0 (0:0) | Papúa Nueva Guinea | Estadio Jalan Besar, Singapur                                   |                                                                 |
|                      | Ardestani 43' | Reporte   |                    | Asistencia: 827 espectadores Árbitra: Kateryna Monzul (Ucrania) | Asistencia: 827 espectadores Árbitra: Kateryna Monzul (Ucrania) |

| 18 de agosto de 2010 | Papúa Nueva Guinea | 0:4 (0:1) | Turquía                               | Estadio Jalan Besar, Singapur                                          |                                                                        |
|                      |                    | Reporte   | Duran 6' · Baslok 52' · Aytop 81' 83' | Asistencia: 1380 espectadores Árbitra: Therese Raissa Neguel (Camerún) | Asistencia: 1380 espectadores Árbitra: Therese Raissa Neguel (Camerún) |

### Grupo B
| Pos | Equipo            | PJ | PG | PE | PP | GF | GC | DG | PTS |
| --- | ----------------- | -- | -- | -- | -- | -- | -- | -- | --- |
| 1   | Guinea Ecuatorial | 2  | 2  | 0  | 0  | 7  | 2  | +5 | 6   |
| 2   | Chile             | 2  | 1  | 0  | 1  | 2  | 4  | –2 | 3   |
| 3   | Trinidad y Tobago | 2  | 0  | 0  | 2  | 1  | 4  | –3 | 0   |

| 12 de agosto de 2010 | Chile         | 1:0 (0:0) | Trinidad y Tobago | Estadio Jalan Besar, Singapur                                        |                                                                      |
|                      | Rodríguez 80' | Reporte   |                   | Asistencia: 2493 espectadores Árbitra: Pannipar Kamnueng (Tailandia) | Asistencia: 2493 espectadores Árbitra: Pannipar Kamnueng (Tailandia) |

| 15 de agosto de 2010 | Trinidad y Tobago | 1:3 (0:2) | Guinea Ecuatorial         | Estadio Jalan Besar, Singapur                                     |                                                                   |
|                      | Prescott 64'      | Reporte   | 7' 41' Avomo · 59' Nchama | Asistencia: 827 espectadores Árbitra: Gabriela Bandeira (Uruguay) | Asistencia: 827 espectadores Árbitra: Gabriela Bandeira (Uruguay) |

| 18 de agosto de 2010 | Guinea Ecuatorial             | 4:1 (1:1) | Chile        | Estadio Jalan Besar, Singapur                                 |                                                               |
|                      | Ndong 12' 68' · Avomo 80' 82' | Reporte   | 35' Orellana | Asistencia: 1547 espectadores Árbitra: Sandra Braz (Portugal) | Asistencia: 1547 espectadores Árbitra: Sandra Braz (Portugal) |

## Segunda fase
Se realizó entre el 22 y 24 de agosto
|  | Semifinales       | Semifinales       |       |         | Final     | Final |  |
|  |                   |                   |       |         |           |       |  |
|  |                   |                   |       |         |           |       |  |
|  |                   |                   |       |         |           |       |  |
|  | Turquía           | 2                 |       |         |           |       |  |
|  | Chile             | 3                 |       |         |           |       |  |
|  |                   |                   |       |         |           |       |  |
|  |                   |                   |       |         |           |       |  |
|  |                   |                   |       |         | Chile     | 1 (5) |  |
|  |                   | Guinea Ecuatorial | 1 (3) |         |           |       |  |
|  |                   |                   |       |         |           |       |  |
|  |                   |                   |       |         |           |       |  |
|  |                   |                   |       |         | 3º puesto |       |  |
|  |                   |                   |       |         |           |       |  |
|  | Guinea Ecuatorial | 4                 |       | Turquía | 3         |       |  |
|  | Irán              | 1                 |       |         | Irán      | 0     |  |

### Semifinales
| 21 de agosto de 2010 | Turquía                 | 2:3 (2:2) | Chile                                       | Estadio Jalan Besar, Singapur                                        |                                                                      |
|                      | Baskol 37' · Akarsu 40' | Reporte   | 20' Armijo · 26' Rodríguez · 80+4'Navarrete | Asistencia: 2315 espectadores Árbitra: Pannipar Kamnueng (Tailandia) | Asistencia: 2315 espectadores Árbitra: Pannipar Kamnueng (Tailandia) |

| 21 de agosto de 2010 | Guinea Ecuatorial                             | 4:1 (2:0) | Irán          | Estadio Jalan Besar, Singapur                                 |                                                               |
|                      | Biyogo 32' · Avomo 36' · Ndong 56' 66' (pen.) | Reporte   | 43' Ardestani | Asistencia: 2707 espectadores Árbitra: Sandra Braz (Portugal) | Asistencia: 2707 espectadores Árbitra: Sandra Braz (Portugal) |

### Partido por el 5° Lugar
| 23 de agosto de 2010 | Papúa Nueva Guinea             | 0:0 (0:0) (2:4 p.)         | Trinidad y Tobago                | Estadio Jalan Besar, Singapur                                      |                                                                    |
|                      |                                | Reporte                    |                                  | Asistencia: 1615 espectadores Árbitra: Gabriela Bandeira (Uruguay) | Asistencia: 1615 espectadores Árbitra: Gabriela Bandeira (Uruguay) |
|                      |                                | Tiros desde el punto penal |                                  |                                                                    |                                                                    |
|                      | Steven · Morris · Obi · Kaikas |                            | Warrick · Asson · Jacob · Sequea |                                                                    |                                                                    |

### Tercer lugar
| 24 de agosto de 2010 | Turquía                            | 3:0 (1:0) | Irán | Estadio Jalan Besar, Singapur                                |                                                              |
|                      | Baskol 3' · Akarsu 51' · Serin 71' | Reporte   |      | Asistencia: 1970 espectadores Árbitra: Michelle Pye (Canadá) | Asistencia: 1970 espectadores Árbitra: Michelle Pye (Canadá) |

### Final
| 24 de agosto de 2010 | Chile                                             | 1:1 (1:0) (5:3 p.)         | Guinea Ecuatorial                | Estadio Jalan Besar, Singapur                                    |                                                                  |
|                      | Orellana 25'                                      | Reporte                    | 65' Ndong                        | Asistencia: 2720 espectadores Árbitra: Kateryna Monzul (Ucrania) | Asistencia: 2720 espectadores Árbitra: Kateryna Monzul (Ucrania) |
|                      |                                                   | Tiros desde el punto penal |                                  |                                                                  |                                                                  |
|                      | Navarrete · Rodríguez · Roa · González · Orellana |                            | Ndong · Nchama · Nguema · Obiang |                                                                  |                                                                  |

| Medalla de oro            |
| Bandera de Chile          |
| Campeón Chile 1.er título |

## Medallero
| Evento          | Oro | Plata | Bronce |
| --------------- | --- | --- | --- |
| Fútbol femenino | Chile (CHI) Paola Hinojosa María Navarrete Javiera Valencia Francisca Armijo Leslie Alarcón Julissa Barrera Gabriela Aguayo Catalina González Veloz Melisa Rodríguez Montserrat Grau Javiera Roa Karina Sepúlveda Katherine Cisternas Romina Orellana Fernanda Geroldi Constanza González Macarena Vásquez Macarena Errázuriz Entrenador: Rodrigo Valdés | Guinea Ecuatorial (GNQ)Maria Angono Rosa Mangue Leticia Nchama Biyogo Monica Asangono Pilar Monojeli Celestina Bikoro Justina Alene Inmaculada Angue Felicidad Avomo Judit Ndong Constancia Okomo Justina Lohoso Felicidad Nguema Vida Fegue Verónica Nchama Belinda Mikue Antonia Obiang Dolores Nchama Entrenador: Jean Paul Mpile | Turquía (TUR)Hulya Cin Nazmiye Aytop Fatma Gulen Fatma Barut Eda Karatas Dilan Akarsu Hilal Baskol Feride Serin Kubra Aydin Yasam Goksu Umran Ozev Busra Ozturk Kader Dogan Melisa Tosun Medine Erkan Eda Duran Busra Ay Esra Ozturk Entrenador: Hamdi Aslan |

## Clasificación final
| Equipo | Equipo             | PJ | PG | PE | PP | GF | GC | Dif |
| ------ | ------------------ | -- | -- | -- | -- | -- | -- | --- |
| 1      | Chile              | 4  | 2  | 1  | 1  | 6  | 7  | –1  |
| 2      | Guinea Ecuatorial  | 4  | 3  | 1  | 0  | 12 | 4  | +8  |
| 3      | Turquía            | 4  | 3  | 0  | 1  | 13 | 5  | +8  |
| 4      | Irán               | 4  | 1  | 0  | 3  | 4  | 11 | –7  |
| 5      | Trinidad y Tobago  | 3  | 0  | 1  | 2  | 1  | 4  | –3  |
| 6      | Papúa Nueva Guinea | 3  | 0  | 1  | 2  | 0  | 5  | –5  |

## Goleadoras
| Jugadora | Jugadora          | Goles |
| -------- | ----------------- | ----- |
| 1        | Felicidad Avomo   | 5     |
| 1        | Judit Ndong       | 5     |
| 3        | Hilal Baskol      | 3     |
| 4        | Romina Orellana   | 2     |
| 4        | Melisa Rodríguez  | 2     |
| 4        | Fatemeh Ardestani | 2     |
| 4        | Dilan Akarsu      | 2     |
| 4        | Nazmiye Aytop     | 2     |
| 4        | Feride Serin      | 2     |